# Luisa Botella Cubells
Luisa Botella Cubells (Valencia, 1962) es una bióloga y investigadora española.
Especializada en genética molecular, que dirige desde diciembre de 2016 el grupo de la U707 CIBERER en el Centro de Investigaciones Biológicas (CIB) de Madrid del CSIC. En 2012, impulsada por los recortes del gobierno español en I+D, Botella acudió al programa de televisión Atrapa un millón de Antena 3 para conseguir fondos para su equipo. Con los 15.000 euros que ganó, pudo pagar a su ayudante de laboratorio y seguir investigando la Telangiectasia Hemorrágica Hereditaria, más conocida como HHT.

## Trayectoria
Botella se doctoró en biología en 1985 por la Universidad de Valencia y, durante su estancia postdoctoral en la ciudad sueca de Lund, se especializó en genética molecular. En 1989, consiguió una plaza en el CSIC como científica titular en biología celular del CIB y unos años más tarde, en 1997, comenzó a trabajar con Carmelo Bernabéu en la regulación del promotor del gen de la endoglina en el sistema de señalización del factor de crecimiento TGF-β en el endotelio.
En 2006, cuatro años después de empezar su investigación sobre la enfermedad rara HHT, Botella pasó a formar parte del grupo de la U707 CIBERER, que dirige desde 2016 en sustitución de Bernabéu. Lleva publicados más de 30 artículos sobre esta patología y, de las tesis doctorales que ha dirigido, 4 de ellas son sobre la HHT. Además, forma parte de la Asociación HHT de España que agrupa a afectados de esta enfermedad.
Botella y su equipo de investigación se convirtieron en 2010 en el primer organismo público español con un medicamento registrado en la lista europea de medicamentos huérfanos, indicados para tratar enfermedades raras. La inclusión en ese registro de la Agencia Europea de Medicamentos, a la que se llama designación de medicamento huérfano, es el primer paso para que sea incorporado al mercado. Botella ha participado en dos ocasiones en este proceso de registro con medicamentos huérfanos para la HHT: el raloxifeno y el bazedoxifeno. También, tras llevar investigando desde 2013 el síndrome de von Hippel-Lindau, ha podido realizar este proceso también con un medicamento para esta enfermedad que causa la formación de tumores en zonas donde se localizan un gran número de vasos sanguíneos.

## Reivindicación
Cuando en mayo de 2010, la política de recortes en I+D que estaba llevando a cabo el gobierno de José Luis Rodríguez Zapatero puso en riesgo al grupo que había preparado desde 2005 para investigar sobre la HHT, Botella tomó la decisión de presentarse a un concurso de la televisión para intentar recabar fondos. La idea la comentó en un programa de RNE llamado Asuntos propios que conducía el periodista Toni Garrido, quien le ayudó a ponerse en contacto con el programa de Antena 3 Atrapa un millón en el que participó finalmente y que fue emitido el 2 de agosto de 2012. En el concurso, participaron Botella y su hermano y consiguieron 15.000 euros para poder pagar a su ayudante de laboratorio y continuar con la investigación de enfermedades raras como la HHT.